# Новое (Ковровский район)
Новое — село в Ковровском районе Владимирской области России, входит в состав Ивановского сельского поселения.

## География
Село расположено в 15 км на восток от центра поселения села Иваново, в 35 км на юго-восток от райцентра города Ковров и в 1,5 км от федеральной автодороги М7 «Волга».

## История
Деревянная церковь в честь святителя и чудотворца Николая в селе Новое упоминается в начале XVII столетия. Последняя по времени деревянная Никольская церковь существовала до второй половины XIX века. Каменный храм того же наименования был построен в 1820-1827 годах на средства помещика губернского секретаря Федора Андреевича Мыльникова и прихожан. Придел один - во имя преподобного Феодосия Печерского. Церковь закрыта решением Ивановского облисполкома от 26 марта 1941 года и ликвидирована 8 мая 1941 года. Использовалась как помещение МТС. До конца 2000-х годов здание пребывало в запустении.
В конце XIX — начале XX века село входило в состав Смолинской волости Судогодского уезда. С 1924 года в составе Сарывской волости Вязниковского уезда.
С 1929 года центр Новосельского сельсовета в составе Ковровского района, позднее вплоть до 2005 года село входило в состав Павловского сельсовета (с 1998 года — сельского округа).

## Население
| 1859 | 1905 | 1926 |
| ---- | ---- | ---- |
| 234  | 210  | 183  |

| 1859 | 1905 | 1926 | 2002 | 2010 | 2021 |
| ---- | ---- | ---- | ---- | ---- | ---- |
| 234  | ↘210 | ↘183 | ↘12  | ↘6   | ↗8   |

## Достопримечательности
В селе находится действующая Церковь Николая Чудотворца (1829). В настоящее время церковь полностью отреставрирована, ведутся богослужения.